# 京都市立川岡東小学校
京都市立川岡東小学校（きょうとしりつ かわおかひがししょうがっこう）は、京都府京都市西京区にある公立小学校。

## 沿革
- 1981年4月 - 京都市立川岡小学校東分校として開校
- 1981年9月 - プール竣工
- 1982年1月 - 第2期工事、体育館竣工
- 1982年4月 - 京都市立川岡小学校から独立し、京都市立川岡東小学校として開校
- 1984年5月 - 「なかよし農園」竣工
- 1988年11月 - プレイルーム設置

## 主な進学先
- 京都市立桂川中学校

## 周辺施設
- 京都市立桂川中学校

## 交通アクセス
- 阪急京都本線・阪急嵐山線 桂駅下車
- 東海道本線（JR京都線）桂川駅下車

## 著名な出身者
- 森谷昭仁（元プロ野球選手）- 大阪近鉄バファローズ→東北楽天ゴールデンイーグルス

## 通学区域が隣接している学校
- 京都市立桂東小学校
- 京都市立川岡小学校
- 京都市立久世西小学校
- 京都市立祥豊小学校